# カルロス・ロベルト・ガーロ
カルロス (Carlos) こと、カルロス・ロベルト・ガーロ（ポルトガル語: Carlos Roberto Gallo、1956年3月4日 - ）は、ブラジルの元同国代表サッカー選手。

## 経歴
FIFAワールドカップとコパ・アメリカにそれぞれ3度出場。しかし、レギュラーを務めたのは1度のみである。